# Синдром Пархона
Синдро́м Пархо́на (синдром неадекватной секреции антидиуретического гормона, синдром неадекватной продукции вазопрессина, СНПВ, синдром гиперсекреции АДГ, гипергидропексический синдром, несахарный антидиабет) — гиперфункция гипоталамуса и задней доли гипофиза с повышенной продукцией вазопрессина. Эта редкая патология названа по имени автора, выделившего в 1938 году симптомокомплекс, обусловленный избыточной секрецией вазопрессина (АДГ), при снижении онкотического и осмотического давления плазмы крови, при наличии гипонатриемии. В западной литературе синдром неадекватной продукции вазопрессина был детально описан в 1967 году В. Швартцем и Ф. Бартером.

## Определение
Избыточная продукция вазопрессина (АДГ) может быть адекватной (возникать в результате физиологической реакции задней доли гипофиза в ответ на соответствующие стимулы) и неадекватной. Адекватная гиперсекреция вазопрессина (в ответ на кровопотерю, приём диуретиков, гиповолемию, гипотензию и так далее) самостоятельного клинического значения не имеет и направлена на сохранение водно-солевого гомеостаза при его нарушениях.
Синдром Пархона (несахарный антидиабет) характеризуется гипонатриемией, гипосмолярностью плазмы крови и выведением достаточно концентрированной мочи (осмолярность мочи обычно превышает 300 мОсм/кг). Синдром может быть обусловлен избыточной нерегулируемой секрецией АДГ (не зависящей от осмотических и неосмотических стимулов) или усилением действия АДГ на клетки дистальных отделов нефрона. Повышенный уровень АДГ отмечен у 95% пациентов с гипонатриемией (самая частая причина гипонатриемии).

## Этиология
Синдром неадекватной продукции вазопрессина может быть обусловлен патологией нейрогипофиза или быть эктопическим.
Причины, способствующие развитию синдрома Пархона:
- опухоли, особенно мелкоклеточный рак лёгкого;
- неопухолевые заболевания лёгких: пневмония, туберкулёз, бронхиальная астма, пневмоторакс, каверна или абсцесс, дыхание под постоянным положительным давлением, эмпиема плевры, муковисцидоз;
- любые поражения ЦНС, включая объёмные процессы, инфекции, травмы, сосудистые и метаболические нарушения;
- некоторые лекарственные средства могут вызвать синдром, стимулируя секрецию АДГ или усиливая его действие на собирательные канальцы.

## Патогенез
Гипонатриемия при синдроме гиперсекреции АДГ обусловлена увеличением объёма внеклеточной жидкости и сильно зависит от потребления воды — при нормальном или пониженном потреблении жидкости даже весьма интенсивная секреция вазопрессина не приводит к гипонатриемии. С другой стороны, повышенное потребление жидкости на фоне самого незначительного нарушения механизма регуляции секреции вазопрессина или механизма регуляции концентрирования мочи может вызвать синдром неадекватной секреции АДГ. У большинства пациентов постоянно секретируются АДГ или АДГ-подобные пептиды, несмотря на гипоосмолярность внеклеточной жидкости.
Постоянная секреция АДГ или повышение чувствительности клеток почек к действию АДГ вызывают задержку потребляемой жидкости, гипонатриемию и некоторое увеличение объёма внеклеточной жидкости, приводящее к торможению абсорбции натрия в проксимальных почечных канальцах и к натрийурезу. Кроме того, увеличение ОЦК стимулирует секрецию предсердного натрийуретического гормона, который также способствует натрийурезу. В случае выраженной гипонатриемии может выделяться максимально разведённая моча. Усиливается экскреция мочевой кислоты — развивается гипоурикемия, часто наблюдаемая при синдроме гиперсекреции АДГ.

## Клиническая картина
Характеризуется гипонатриемией, гипоосмолярностью плазмы крови и выведением достаточно концентрированной мочи (осмолярность мочи > 300 мОсм/кг). Ведущими являются симптомы водной интоксикации, степень выраженности которых зависит от степени и скорости развития гипонатриемии и гипергидратации. Концентрация АДГ в плазме крови превышает уровень, в норме соответствующий измеренной осмоляльности плазмы. Функция надпочечников и щитовидной железы не нарушена, часто выявляется гипоурикемия.
Пациенты предъявляют жалобы на скудное мочевыделение на фоне обычного питьевого режима и увеличение массы тела. При этом периферические отёки, как правило, отсутствуют либо незначительны в связи с потерей натрия. Значительное снижение концентрации натрия в плазме крови (до 125 ммоль/л и ниже) приводит к развитию симптомов водной интоксикации: вялость, головная боль, анорексия, тошнота, рвота, депрессивное состояние, нарушение сна или сонливость, мышечная слабость, спазмы мышц, судороги. Дальнейшее снижение концентрации натрия (ниже 120 ммоль/л) и осмолярности плазмы ниже 250 мОсмоль/л ведёт к спутанности сознания, дезориентации, психозам, сомноленции, судорогам, снижению температуры тела, потере сознания, коме — перечисленные симптомы свидетельствуют в пользу развившегося отёка мозга. Степень гипонатриемии не всегда коррелирует с клинической симптоматикой — тяжесть состояния в большой степени зависит от скорости и интенсивности нарастания гипоосмолярности в церебральной жидкости.

## Диагностика
Основывается на клинической симптоматике (олигурия с высоким удельным весом мочи, увеличение массы тела, отсутствие жажды, наличие симптомов интоксикации) и выявлении у пациента гипонатриемии (ниже 130 ммоль/л) и гипоосмолярности плазмы (ниже 275 мОсмоль/л), при этом осмолярность мочи превышает осмолярность плазмы крови. Тем не менее, следует исключить причины, способные вызывать подобные биохимические нарушения (приём диуретиков, длительная рвота и диарея, тяжёлые ожоги, острый панкреатит, сердечно-сосудистая недостаточность, нефротический синдром, цирроз печени). Определение уровня вазопрессина в плазме крови самостоятельной диагностической ценности не имеет — гораздо доступнее и информативнее проведение пробы с водной нагрузкой (приём в течение 20—30 минут воды из расчёта 20 мл/кг массы тела). В норме пациент, находящийся в положении лёжа, за 4—5 часов выделяет до 80% объёма выпитой жидкости, а при синдроме Пархона выделяется не более 40% выпитого объёма. Функция надпочечников и щитовидной железы не нарушена, часто определяется гипоурикемия.

## Дифференциальная диагностика
Диагноз синдрома Пархона верифицируется наличием гипонатриемии на фоне выделения мочи с
высоким удельным весом. При этом следует исключить патологию:
- щитовидной железы;
- надпочечников;
- печени;
- сердца;
- почек и
- гиповолемию.

## Лечение
Основой терапии синдрома является купирование симптомов основного заболевания, осложнившегося развитием синдрома Пархона.
Различают острую гипонатриемию (или обострение хронической) и бессимптомную хроническую гипонатриемию. Цель лечения — нормализация осмолярности плазмы и устранение гипергидратации. Лечебная тактика зависит от скорости нарастания гипонатриемии (острая или хроническая), концентрации натрия в плазме крови и состояния пациента.
Количество поступающей в организм жидкости должен быть ограничен и не превышать 500-1000 мл в день. При быстром введении физраствора могут развиться нарушение сознания или судороги.
Должны быть отменены медикаменты, которые могут быть причиной этого синдрома (опиаты, нестероидные противовоспалительные препараты, барбитураты, циклофосфамид, антидепрессанты, антипсихотические препараты, карбамазепин, хлорпропрамид, клофибрат). 
Можно давать мочегонные (петлевые диуретики).
Неконтролируемое введение физраствора может только ещё больше уменьшить содержание натрия в сыворотке крови!
В качестве нового средства для специального лечения этого синдрома была разработана в Европе группа препаратов - ваптаны. С августа 2009 разрешен к лечению толваптан, в качестве первого антагониста вазопрессина. Он применяется перорально, блокирует действие вазопрессина в почке и способствует выведению жидкости из организма, свободную от электролитов.